# Корпус морської піхоти Республіки Корея
Корпус морської піхоти Республіки Корея (ROKMC; кор. 대한민국 해병대; Ханча: 大韓民國海兵隊; нова латинізація: Daehanminguk Haebyeongdae), також відомі як південнокорейська морська піхота, є частиною Військово-Морського флоту Республіки Корея.

## Структура
- Штаб Морської піхоти (м. Хвасон)

- Десантна група підтримки

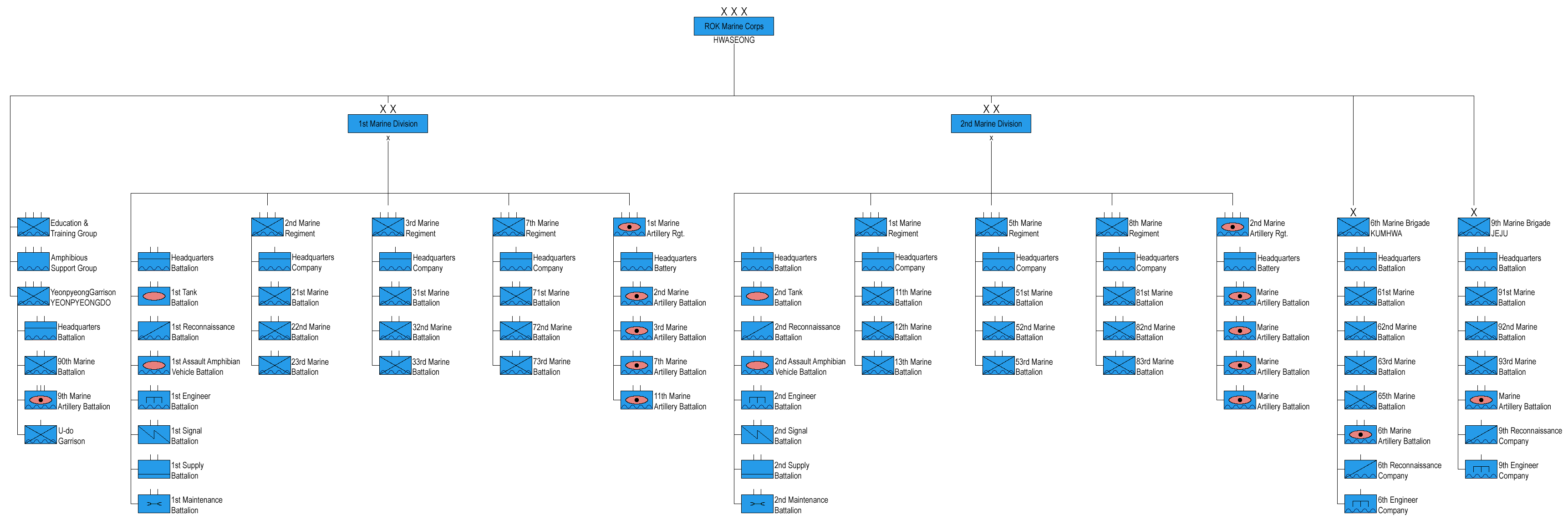
Структура Корпусу морської піхоти РК

- 1-ша дивізія морської піхоти «Морський дракон» (Sea Dragon, 1 해병 사단)

- 2-й полк морської піхоти «Жовтий Дракон»
- 3-й полк морської піхоти «Кінг-Конг»
- 7-й полк морської піхоти «Бородавочник»
- 1-й артилерійський полк морської піхоти «Фенікс» (САУ K55 SPH / KH179 TH)
- 1-й танковий батальйон (50 K1)
- 1-й батальйон десантних машин (KAAV7A1)
- 1-й розвідувальний батальйон
- 1-й інженерний батальйон
- 1-й батальйон підтримки

- 2-га дивізія морської піхоти «Блакитний дракон» (Blue Dragon, 2 해병 사단)

- 1-й полк морської піхоти
- 5-й полк морської піхоти
- 8-й полк морської піхоти
- 2-й артилерійський полк морської піхоти (САУ K55 SPH / KH179 TH)
- 2-й танковий батальйон (50 M48A3K)
- 2-й батальйон десантних машин (KAAV7A1)
- 2-й розвідувальний батальйон
- 2-й інженерний батальйон
- 2-й батальйон підтримки

- Командування Північно-Західних островів

- 6-та бригада морської піхоти «Чорний Дракон» (Black Dragon, 6 해병 여단)

- Штаб (Онджін)
- 6-та десантна розвідувальна рота
- гарнізон островів Жовтого моря

- Підрозділ о.-вів Йонпхьондо «Кістяний дракон» (연평부대)

- 90-й батальйон морської піхоти
- 9-й артилерійський батальйон морської піхоти (САУ K9 Thunder / K10 ARV)
- Підрозділ о.-ва У

- Підрозділ о.-ва Чеджу

- 9-та бригада морської піхоти

- Батальйон охорони об'єктів ВМС (Чинхе)